# Johannes Østrup
Johannes Elith Østrup (født 27. juli 1867 i København, død 5. maj 1938 sammesteds) var en dansk filolog, der var professor ved Københavns Universitet fra 1918 og dets rektor 1934-1935.
Østrup blev student 1884 fra Metropolitanskolen. Han fik en skoleembedseksamen i 1890 i græsk, latin og dansk, men allerede året efter disputerede han for doktorgraden med en disputats om Tusind og en Nat.
Efter at have erhvervet doktorgraden tog han på rejse til Egypten og Syrien til august 1893. Foruden fagstudiet dyrkede han sammenlignende sprogvidenskab hos Vilhelm Thomsen, sanskrit hos Viggo Fausbøll og især semitiske sprog hos A.F. van Mehren.
I 1898 blev Østrup midlertidig docent i semitisk sprog og litteratur ved Københavns Universitet. Den stilling beholdt han til 1918, hvor et ekstraordinært professorat blev oprettet til ham i islamisk kultur.
Fokus for Østrup lå på sprog, kultur og samfundsforhold i Orienten. Det blev også til en næsten fuldstændig oversættelse af Tusind og en Nat i seks bind (1927-1928) og et katalog over Nationalmuseets samling af arabiske og tyrkiske mønter, blandt andet de kufiske mønter, i 1938.
Han blev Ridder af Dannebrog 1910, Dannebrogsmand 1923 og Kommandør af 2. grad 1935. I 1937 udgav han sine erindringer. Han er begravet på Nødebo Kirkegård. Der findes en buste af Rasmus Bøgebjerg, et maleri af Axel Østrup og en tegning af Otto Christensen (familieeje).

## Forfatterskab
- "Det nye Tyrki" (Udvalget for Folkeoplysnings Fremme: Folkelæsning Nr. 354; København 1931)